# Castelo de Ferney-Voltaire

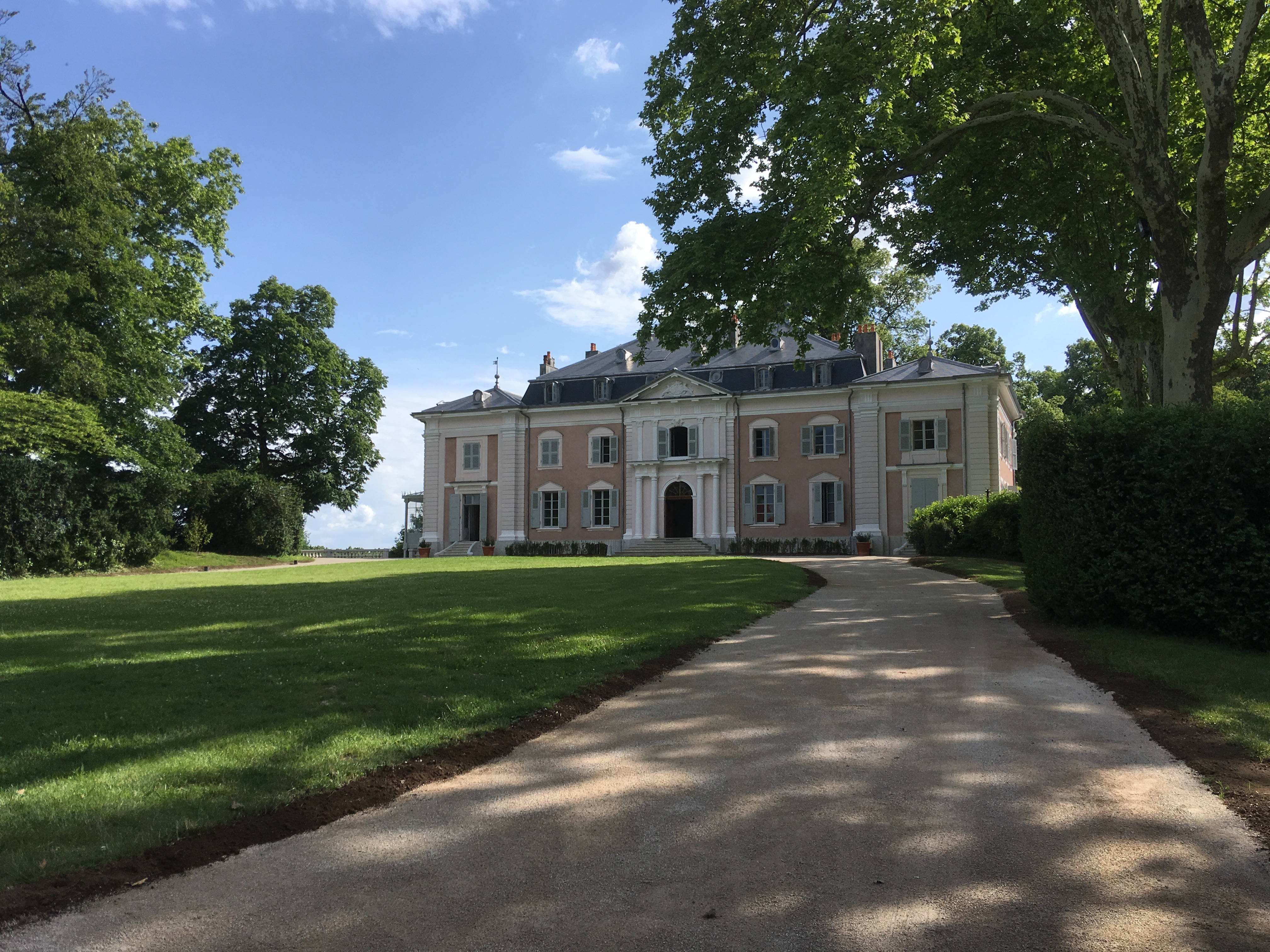
O castelo de Ferney-Voltaire

O Castelo de Ferney-Voltaire está situado na cidade de mesmo nome do País de Gex, departamento de Ain na região Ródano-Alpes em França. Ferney-Voltaire tem fronteira com o cantão de Genebra, Suíça.

## O Castelo
Voltaire, o grande  escritor e filósofo do século XVIII instala-se em 1755 numa propriedade, não longe de Genebra, a que chama Les Délices. Inquietado pela República de Genebra em razão da sua participação na Encyclopédie, e nomeadamente pelo artigo Genève, procura onde se instalar em frança.
Em 1758 compra uma propriedade em Ferney porque esta localidade na época possuí vários privilégios e uma certa autonomia o que é agradável a alguém que nessa altura é considerada personna non grata em Paris, mas só dois anos depois de grandes obras dirigidas pelo arquitecto genebrino Jean-Michel Billon é que Voltaire se vem finalmente instalar nela.
O castelo fica dentro de uma grande propriedade agrícola - não fosse dele a frase  il faut cultiver son jardin - e em frente ao castelo manda arranjar um belo fr:jardin à la française.
O castelo foi classificado monumento histórico em 1958 e pertence ao governo francês desde 1999.

## Voltaire em Ferney
Durante os 20 anos que residiu em Ferney, a vida literária e social de Voltaire não pára e é aqui que além da numerosa correspondência, escreve o seu fr:Dictionnaire Philosophique e trabalha pelo bem estar social desenvolvendo, a então só chamada Ferney, bem como a região limítrofe ou tomando parte no processo Calas que está na base do seu Tratado sobre a tolerância.